# Alice 19th
Alice 19th (яп. ありす 19th арису найнтинсу)  — сёдзё-манга Юу Ватасэ. Рассказывает о девушке Алисе, которая обрела силу Лотис (ロティス, силу менять сердца людей с помощью 24 знаков) и, воспользовавшись своим даром неверно, отправила свою сестру Маюру во тьму. «19th» в названии указывает на первый символ Лотис, использованный Алисой — «Рангу», означающий смелость.

## Общая информация
Всего в манге 7 томов. Выпуск манги закончен.

## Сюжет
События разворачиваются в современной Японии. Маюра и Алиса Сэно — две сестры, однако Маюра, как старшая сестра, всегда более заметна, в то время как Алису многие знают лишь как «младшую сестру Маюры». Обе влюблены в одного и того же парня — Кё Вакамию. Алиса не смогла набраться смелости и сказать ему о своей любви, а вот Маюра смогла. Более того, Алиса, сама того не желая, склоняет Кё к тому, что он говорит Маюре, что он тоже её любит, хотя он сам в этом до конца не разобрался.
Отношения Алисы и Маюры портятся, и однажды Алиса говорит Маюре, что ненавидит её и хочет, чтобы она исчезла. Как ни странно, Маюра исчезает. Оказывается, что Алиса обладает удивительной способностью — Лотис, силой слов, основанных на положительных эмоциях. Алиса пытается вернуть сестру, но, как окажется, это не так-то просто — тёмные силы приглядели Маюру как подходящую кандидатуру для принесения тьмы в этот мир. Маюра стала мастером Марам — тёмного аналога Лотиса. Тёмный дух постепенно захватывает её тело, что б вернуться в этот мир и уничтожить его. Единственная надежда для Алисы и присоединившегося к ней Кё, являющимися Нео-мастерами Лотису — отыскать потерянные слова Лотис и уничтожить Тёмный дух.

## Лотису и Марам

### Общие сведения
Лотису и Марам — это два набора специальных символов — «слов». Каждый символ имеет свой внешний вид (символы напоминают руны, однако это сходство скорее внешнее) и своё слово. С помощью этих символов мастера Лотис и мастера Марам воздействуют на чувства людей.

### Получение и использование знаков
Когда эмоциональное состояние мастера Лотис или Марам совпадает с эмоцией, заложенной в знаке, он использует этот знак, независимо от его наличия у него до этого. Произнесение слова усиляет эффект, поэтому в большинстве случаев мастера также произносят название знака, хотя это и не является обязательным.
Также возможно получение знака от другого человека, причём в этом случае получающий не обязательно должен быть до этого мастером Лотис или Марам.

### Запись знаков
Мастера Лотис носят специальный браслет, на котором расположены камни с нарисованными символами полученных знаков. При получении нового слова Лотис на браслете появляется новый камень.
У мастеров Марам символы располагаются на руке и нарисованы красным цветом. Возможно, что знаки появляются как шрамы.

### Внутреннее сердце

#### Что это такое
Внутреннее сердце — персональный реальный мир. У каждого человека есть своё внутреннее сердце, а внутренние сердца близких людей и людей с похожими эмоциями связаны. Внутреннее сердце, теоретически, можно использовать для общения похожих людей, однако практически оно используется для воздействия на человека.
Все, кроме мастеров Лотис и Марам, не помнят о том, что произошло в их внутреннем сердце. Однако, так как этот мир является отражением эмоций человека, любые изменения в нём также отражаются на этом человеке. Верно и обратное. Таким образом, чтобы воздействовать на человека надо попасть в его внутреннее сердце и применить там слова Лотис или Марам.

#### Способы попасть во внутреннее сердце
Чтобы попасть во внутреннее сердце, мастера Лотиса могут использовать заклинание «На сандару лотис ран».
Однако это не единственный способ. Можно пожелать попасть во внутреннее сердце близкого тебе по духу человека.
Вероятность попадания во внутреннее сердце очень сильно зависит от степени совпадения духовного состояния двух людей.

### История
Знаки Лотис были созданы давным-давно первым мастером Лотис по имени Лотсан. Он же был организатором святого ордена. Он набрал учеников, однако один из его учеников отказался следовать его учению и создал Марам.

### Нумерация и классификация знаков
Хотя в манге и упоминается существование нумерации знаков, Юу Ватасэ показала лишь небольшое количество номеров знаков. Известно, что, например, знак «Мано» (любовь) является знаком № 1, а знак «Рангу» (смелость) — знаком № 19. Известно, что у некоторых (возможно, у всех) знаков Лотис есть противоположный знак Марам: например, знак «Мудоре» (проклятие) противоположен знаку «Мано» (любовь).

### Знаки Лотис
- Вимуку (ヴィムク) — открыть, освободить, перо (полёт).
- Дана (ダナ) — вода.
- Джива (ジーヴァ) — исцеление.
- Дзета (ジェタ) — битва.
- Иру (イル) — пламя, огонь. (По-японски 煎る иру значит «жарить», «сжигать», хотя это не единственное слово с таким чтением.)
- Кара (カーラ) — защита.
- Мано (マノー) — любовь.
- Рангу (ラング) — смелость.
- Рия (リイヤ) — свет.
- Рута (ルタ) — прочность.
- Сама (サマ) — путь. (さま сама — именной суффикс, выражающий уважение.)
- Сан (サン) — дружба.
- Пааса　(パーサ) — правда.
- Джета (ジェタ) — битва, победа.
- Баасэ — искренность.
- Ирия — распад.
- Утей (カーラ) — пробуждение.
- Арето (アレト) — очищение.

### Знаки Марам
- Вина — отказ.
- Дисури — ненависть.
- Мацу (マツ) — узы. (По-японски 待つ мацу значит «ждать».)
- Радзика (ラジカ) — смерть.
- Рамито (ラミト) — урон.
- Сяна (シャナ) — голод, жажда.
- Сура (スラ) — гнев.
- Ниру — старение

## Персонажи

### Главные герои
Алиса Сэно (яп. 瀬野　ありす) — девушка, известная окружающим как «средняя сестра Маюры». У неё с ранних лет были трудности в общении с людьми. В детстве её дразнили и унижали «подруги», в результате чего Алиса боится говорить или поступать так, как от неё не ждут окружающие. Влюблена в Кё. Из-за этого чувства поссорилась с сестрой, пожелав ей исчезнуть навсегда. Сказанные слова исполнились и теперь она ищет способ вернуть Маюру.
Когда она оказалась мастером Лотис, её первым знаком стал 19-й знак, «Рангу» — смелость. Как и Кё, она является Нео-Мастером и, согласно легенде, должна вернуть потерянные слова.
Алиса путает произношение сложных слов, как это случилось с полным именем Криса.
Маюра Сэно (яп. 瀬野　真由良) — старшая сестра Алисы. Всегда в школе находится в центре внимания и встречаться с ней мечтают многие парни. Маюра же влюблена в Кё. Обычно добрая и отзывчивая, хотя по отношению к сестре бывает высокомерной. Маюра не смогла противостоять своей тёмной стороне, узнав, что Алиса тоже любит Кё и он похоже отвечает ей, воспринимая Маюру не более, чем подругу. То, что Алиса неосознанно отправила её во тьму сердца, только усугубило положение. Маюра согласилась принять силу Марам, желая вернуть себе Кё и проучить Алису, хотя в глубине сердца она осталась все такой же доброй девушкой. У Маюры аллергия на животных.
Кё Вакамия (яп. 若宮　叶) — одноклассник Маюры. Кё неплохо готовит и занимается в секции стрельбы из лука. Он стеснительный парень и, хотя многие девушки заглядываются на него, не позволял приближаться к себе никому кроме сестер Сэно.
Его отец часто напивался и бил его мать, и однажды она умерла от побоев, а отец после этого таинственно исчез. С тех пор он жил с разными родственниками, но нормально сжился лишь со своими дядей и тётей. У него не было настоящих друзей, и он был рад, когда Маюра предложила ему свою дружбу. Однако он, хотя и сказал, что будет с ней встречаться, не любил её, к тому же он сам до конца с этим не разобрался. К Алисе сначала относился как к «младшей сестре» Маюры, но потом полюбил её.
Нео-Мастер Лотис. Первое слово — «Кара» (защита).
Нёдзэка (яп. ニョゼカ) — девочка-кролик. Может принимать формы маленькой девочки, кролика и игрушечного кролика. Много знает о Лотис и помогает Алисе с Кё, хотя сама не может использовать силу слов, так как не является человеком.
Довольно забавный персонаж. Ей уже много лет и она была знакома ещё с Лотсаном, хотя ведёт она себя всё равно, что малый ребёнок.
Фрэй Вилхазэн (яп. フレイ・ウィルハーゼン) — представитель скандинавского ордена Лотиса. Орден направил его в Токио, чтобы защищать и помогать Нео-Мастерам. При первой же встрече объявил Алисе, что она станет его женой.
Фрэй владеет всеми 24 словами Лотиса и благодаря этому является ценным помощником для Кё и Алисы. Его имя созвучно с именем скандинавского бога Фрея.

### Второстепенные герои

#### Мастера Лотис
Кристофер Уильям Орсон Эндрю Роланд (яп. クリストファー・ウィリアム・オーソン・アンドリュー・ロランド) — представитель ордена Лотис в Великобритании. Направлен в Токио для помощи Нео-Мастерам. В детстве он считал, что отец не обращает на него внимания, однако понял, что ошибался, когда он попал под машину и отец волновался за него. Потом он вступил в орден Лотис, так как хотел научиться лечить людей.
Билли Макдоуэл (яп. ビリー・マクドウェル) — представитель ордена Лотис в США. Он также прибыл в Токио, чтобы помочь Нео-Мастерам. Работает полицейским. Именно он сообщает Кё, что на нём есть знак Марам и говорит ему, что он сможет быть вместе с Алисой.
Бай Мэйлин (кит. упр. 白梅玲, пиньинь Bái Méilíng, сист. Уэйда-Джайлза Pai Mei-ling, катакана パイ メイリン Пай Мэйрин) — представитель ордена Лотис в Китае, работает в Шанхайском офисе. Он, как и другие мастера Лотис, прибыла в Токио на помощь Нео-Мастерам. Она также является мастером макияжа.
- Лотсан — легендарный основатель ордена, создатель Лотис. Во время последнего сражения он рассказывает Алисе потерянные слова, которые и помогли ей впоследствии победить. Когда Фрей рассказывает о нём в первый раз, его лицо скрыто, так как его внешний вид Фрею неизвестен.

#### Мастера Марам
Ойси — одноклассница Алисы. Непонимание со стороны окружающих всегда являлось её проблемой, и это стало причиной её перехода во тьму. Она часто бьёт Алису воланами или книгой, делая вид, что случайно. Ойси пыталась шантажировать Кё его прошлым, чтобы стать его девушкой.
Кадзуки — друг Кё, который также является членом клуба стрелков. Тайно влюблён в Маюру, и она, пытаясь использовать его, чтобы наказать Алису, дала ему своё слово Марам — ревность. Маюра сказала, что она винит во всём Алису, а не Кё, однако он после этого стал очень холодно относиться и к Кё.
Самюэль — мастер Марам. В прошлом пел в церковном хоре и его голос сравнивали с голосом ангела, однако недоброжелатели подложили ему осколки в еду, что завершило его карьеру. Он одолжил своё тело Маюре, чтобы та могла, не выходя их правительственного здания, проучить Алису.
Эрик — мастер Марам. В прошлом был мастером Лотис и учил Фрея, однако Фрей оказался более умелым мастером Лотис, чем он сам. Его очень задело, что именно Фрея выбрали представителем Северной академии. Перейти на сторону тьмы он решил, когда три года назад сломал позвоночник, и ни врачи, ни Лотис не могли ему помочь.
Ида — кузина Фрея (на 4 года старше его), которую Фрей любил. Когда об этом узнали её родственники, Фрея выставили из дома. Потом она нашла Фрея, но он сказал, что они не могут быть вместе, так как, по словам самого Фрея, эта любовь показалась ему слишком серьёзной. После Фрей нашёл её мёртвой у того озера, где они гуляли вместе.

#### Другие персонажи
Мацудзё — парень, одного возраста с Алисой, который тоже входит в клуб стрелков. Когда Маюра и Кё стали встречаться, Маюра предложила Алисе попробовать встречаться с Мацудзё. Алиса на самом деле никогда его не любила, но решила, что это поможет ей забыть о Кё. На самом деле это только создало новые проблемы. Именно во внутреннем сердце Мацудзё Алиса узнала, что Кё — тоже мастер Лотис.